# Авраамий Желтоводский
Авраамий (в миру Алексий; ум. 5 апреля 1640) — монах Русской православной церкви, возобновитель разорённого татаро-монголами Желтоводского Макарьева монастыря.

## Источник
О жизни Авраамия известно из Сказания об обновлении Желтоводского монастыря — «Сказания по сокращению о зачатии на Жёлтых Водах обители святаго и преподобнейшаго отца нашего Макария, игумена Желтоводскаго и Уньженскаго чюдотворца, и о разорении ея от безбожных агарянских внуков, и запустении, и по многих летех паки на том же месте устроении ея». Сказание написано после смерти Авраамия в 1640 году. Помещается в рукописях вслед за пространной редакцией Жития Макария Желтоводского.

## Биография
Уроженец «муромских мест». Он посещал Макарьево-Унженский монастырь, где долго молился преподобному Макарию, чтобы святой помог ему восстановить Желтоводский монастырь. Авраамий получил от иконы преподобного Макария «некое извещение», что он будет ему «помощником на месте том». Авраамий распорядился сделать список с этой иконы, после чего перенёс его в Желтоводский монастырь.
В 1620 году он прибыл на озеро Жёлтые Воды и поселился рядом с разорённым монастырём. Вместе со своей братией и жителями близлежащего села Лыскова Авраамий приступил к восстановлению монастыря. Восстановление монастыря поддержал и царь Михаил Фёдорович, который в 1619 году также посещал Унженский монастырь.
1 июня 1628 года Патриарх Московский Филарет пожаловал Желтоводскому монастырю несудимую грамоту. По сведениям «Сказания», Авраамий построил в монастыре «церковь велию во имя Пресвятыя и Живоначальныя Троицы» с двумя приделами: во имя преподобного Макария Унженского и во имя святого Михаила Малеина. Авраамий скончался 5 апреля 1640 года, написав перед смертью прощальную грамоту. Над могилой Авраамия сейчас сооружён киворий-ротонда.